# Sonzacate
Sonzacate is een gemeente in El Salvador in het departement Sonsonate en telt 37.000 inwoners.